# 施至輝
施至輝（1935年—），彰化鹿港人，為泉州派粧佛藝師中之名家，繼承父親施禮「神刀」之名，擅長木雕造像及漆線盤纏。

## 生平
1935年出生於彰化鹿港，父親施禮為泉州派名家，承襲泉州雕刻之精髓，因而有「神刀施禮」美譽，施至輝亦繼承「神刀」之技。
中學畢業後跟隨父親施禮學習粧佛雕刻工藝，從磨刀、雕金獅、神像交椅等基本功夫入門,學成之後與堂兄施利擔任左右手，第一件木雕作品是十字架基督像:14，1961年與夫人許金枝結婚，隔年於台中寶覺寺粧造彌勒佛神像，1964年跟隨父親赴嘉義玄武宮粧造玄天上帝等神像，同年次子施世瞳出生，施世瞳成年後也成為第三代傳人。1985年施禮逝世，施至輝繼承家業「施自和家具店」改名為「施自和佛店」。1994年榮獲教育部「第十屆民族藝術薪傳獎」。2006入選國立臺灣工藝研究發展中心「臺灣工藝之家」。2009彰化縣政府登錄為「傳統工藝美術 / 粧佛保存者」。2011年文建會（今文化部）指定為「國家重要傳統工藝美術—粧佛保存者」。2014年獲文化部國立臺灣工藝研究發展中心「工藝成就獎」:15-17。

## 作品風格及影響
粧佛從木雕造像到粧佛之工法皆需全面學習，施至輝屬泉州派，擅長木雕造像及漆線盤纏，造像講究神韻，漆線用於裝飾神像上之龍紋、水波文等，盤纏時，施至輝不需手稿即可成形:32。神像粧造過程融入信仰，如開斧、入神、開光點眼等儀式，以示尊敬:19-21。
工作之餘也投入粧佛工藝傳承工作，培育藝生二人：施世瞳、陳宗蔚，傳承技藝。 在華山1914文化創意產業園區、宜蘭的國立傳統藝術中心、三義木雕博物館、台中市的文化部文化資產局、彰化縣立圖書館等傳習泥塑、漆線。 

## 作品與展演

### 作品
1. 〈玄天上帝〉，2014創作於彰化縣鹿港鎮[3]
2. 〈威嚴神采-關公〉，2010，藏於國立台灣工藝研究發展中心[4]
3. 〈坐鎮中軍-將軍爺（劍童印童組）〉，2002，藏於國立台灣工藝研究發展中心[5]
4. 〈天上聖母 千里眼 順風耳〉[1]:46-47
5. 〈人生四暢-開懷/眼前暢意/耳順/舒坦〉[1]:98-105

## 作品集及出版著作
1. 《工藝成就獎得獎者專輯. 2014年 : 神采靈韻話粧佛》出版單位：國立臺灣工藝研究發展中心 出版日期：2016-02[1]。
2. 《國寶·薪傳: 施至輝藝師入行七十年特展專輯》作者：施至輝, 施世曈 出版單位：彰縣文化局 出版日期：2020-12[6]。
3. 《禮藝輝揚: 施修禮 施至輝藝師 粧佛保存記錄》作者：施世曈, 張壽財, 陳宗蔚 出版單位：施自和佛店 出版日期：2018-12[7]。
4. 《人間國寶: 施至輝粧佛藝術》作者：施至輝 出版單位：彰縣文化局 出版日期：2015-06[8]。